# Caladenia transitoria
Caladenia transitoria är en orkidéart som beskrevs av David Lloyd Jones. Caladenia transitoria ingår i släktet Caladenia och familjen orkidéer. Inga underarter finns listade i Catalogue of Life.